# Lagarde-lijst
De Lagarde-lijst is een digitaal bestand in de vorm van een spreadsheet met de namen van ongeveer 2000 Griekse rekeninghouders bij de  Zwitserse vestiging van de HSBC-bank in Genève. De lijst is vernoemd naar de voormalige Franse minister van Financiën en huidig voorzitter van de Europese Centrale Bank, Christine Lagarde.

## Historie
In 2006 en 2007 heeft een computertechnicus, Hervé Falciani, werkzaam bij de vestiging van de HSBC-bank in Genève, de gegevens van klanten uit verschillende landen ontvreemd en geprobeerd deze te verkopen aan diverse overheden. In december 2008 heeft de Zwitserse politie een inval in het huis van Falciani in Zwitserland gedaan en daarbij deze computerbestanden gevonden en vervolgens in beslag genomen. Hierop stonden de namen van 130.000 mogelijke belastingontduikers. De Lagarde-lijst is slechts een deel van dit databestand. Hervé vluchtte de grens over naar Frankrijk. Zwitserland heeft hem uiteindelijk in december 2014 in staat van beschuldiging gesteld wegens diefstal.

## Verder verloop na overhandiging van de lijst aan de Griekse autoriteiten
In oktober 2010 is een bestandsdrager met daarop de lijst aan Giorgios Papakonstandinou overhandigd door Lagarde als hulp bij het opsporen van Grieken die zwart vermogen in het buitenland hadden ondergebracht. Volgens Papkonstandinou heeft hij bij het verlaten van het ministerie van Financiën de gegevensdrager daar achtergelaten, waarna deze is zoekgeraakt. Zijn opvolger, Evangelos Venizelos, produceerde later een kopie van de lijst op een Memory Stick, waarna er een onderzoek plaatsvond dat verder geen gevolgen had voor betrokken spaarders. De lijst is pas weer in de belangstelling gekomen na publicatie door de Griekse journalist Kostas Vaxevanis in zijn tijdschrift Hot Doc. Hij werd gearresteerd wegens het schenden van de privacy van de betrokken spaarders op de genoemde lijst. Later werd hij hiervan vrijgesproken. Bij vergelijking met het originele bestand dat uit Frankrijk was opgevraagd, bleken drie namen van familieleden van Papakonstandinou van de lijst op de stick verdwenen te zijn. Na een lange zitting heeft het Griekse parlement op 18 januari 2013 besloten tot een parlementair onderzoek over deze zaak met 294 stemmen voor en 264 tegen. De oppositiepartijen en in het bijzonder SYRIZA hadden erop aangedrongen dat er ook een onderzoek zou komen naar de opvolger van Papakonstandinou, Evangelos Venizelos, en de voormalige premiers Giorgos Papandreou en Lucas Papademos, maar dit voorstel haalde niet het benodigde aantal stemmen.

## Verdachte sterfgevallen
In oktober 2012 werd de voormalige minister van Defensie Yiannis Sbokos gearresteerd omdat hij van corruptie verdacht werd. Hij werd beschuldigd van omkoping en het witwassen van geld en zit gevangen op verdenking van het ontvreemden van 1,29 miljard dollar door fraude met defensiecontracten. De dag na zijn arrestatie pleegde Leonidas Tzanis, de voormalig onderminister van Binnenlandse Zaken (1999-2001), zelfmoord. Hij had zichzelf opgehangen in zijn garage. Ook Vlassis Kambouroglou, een zakenman die beschuldigd werd van betrokkenheid bij het corruptieschandaal, werd enkele dagen later dood aangetroffen in een hotelkamer in Jakarta. Hij was de voormalige directeur van Drumilan International, een bedrijf dat betrokken was bij de verkoop van een TOR-M1-raketsysteem van Russische makelij aan Griekenland in 2004. De namen van zowel Tzanis als Kambouroglou kwamen op de Lagarde-lijst voor.